# Letzte Tage - Letzte Nächte
Letzte Tage - Letzte Nächte is een album uit 1976 van de Duitse rockgroep Popol Vuh. Nadat in de vorige albums het geluid van de groep zich van synthesizermuziek verplaatste naar een mix van westerse en oosterse muziek, ging men verder op die weg, maar was dit het meest rock-gerichte album van Popol Vuh.

## Tracks
1. "Der Große Krieger" - 3:10
2. "Oh, wie nah ist der Weg hinab" - 4:34
3. "Oh, wie weit ist der Weg hinauf" - 4:33
4. "In Deine Hände" - 3:01
5. "Kyrie" - 4:34
6. "Haram Dei Raram Dei Haram Dei Ra" - 1:27
7. "Dort ist der Weg" - 4:29
8. "Letzte Tage - Letzte Nächte" - 4:20

Op een cd-heruitgave uit 2005 op het label SPV werden als bonus "Wanderschaft - Wanderings", "Gib hin" (Session Version) en "Haram Dei Ra" (Alternative Version) opgenomen. 

## Bezetting
- Florian Fricke: piano
- Daniel Fichelscher: elektrische gitaar, akoestische gitaar, percussie
- Djong Yun: zang
- Renate Knaup: zang
- Al Gromer: sitar
- Ted de Jong: Tanpura